# Hollywood Heights - Vita da popstar
Hollywood Heights - Vita da popstar è una serie televisiva statunitense che ha debuttato il 18 giugno 2012 negli Stati Uniti sul canale Nick at Nite, dove è andata in onda fino al 10 agosto. Dal 13 agosto, è stata trasmessa sul canale TeenNick, fino al 5 ottobre. In Italia, è stata trasmessa da MTV, a partire dal 29 aprile 2013.
La serie è basata sulla telenovela messicana Alcanzar una estrella, dello sceneggiatore messicano Jesus Calzada.
Lo stile utilizzato dalla serie è quello di una soap opera di genere teen drama/family drama.

## Trama
La serie segue la vita di una ragazza, Loren Tate (Brittany Underwood), la cui vita cambia drasticamente quando diventa una star e vince l'amore della rock star Eddie Duran (Cody Longo), e insieme affronteranno ostacoli, drammi d'amore e inganni.

## Interpreti e personaggi

### Personaggi principali
- Loren Tate (Brittany Underwood) è una studentessa diciottenne con il sogno di diventare una cantautrice. È intelligente e laboriosa, ma fatica a decidere se seguire i suoi sogni o andare al college. Quando vince il concorso della rockstar Eddie Duran, sviluppa forti sentimenti per lui, ed ora è la sua ragazza.
- Eddie Duran (Cody Longo) è una rockstar ventiduenne. All'inizio della stagione è fidanzato con la modella Chloe Carter, ma presto la loro relazione finisce a causa di una costante menzogna da parte di lei. Sua madre, Katy Duran, è stata uccisa in un incidente d'auto da un pirata della strada, che verso la fine della stagione si scoprirà essere Chloe e Tyler. Lui è un mentore per Loren Tate, ma man mano che il loro lavoro procede, i suoi sentimenti per lei crescono. Alla fine si innamora di Loren ed ora è il suo ragazzo.
- Cynthia Kowalski alias Chloe Carter (Melissa Ordway) è la ex fidanzata di Eddie Duran. La ragione per cui la loro relazione finisce bruscamente, è perché Eddie scopre che Chloe lo tradisce con Tyler Rorke. Lei è una modella che viene da Fresno, che vorrebbe sposare Eddie solo per lo sfarzo e per ottenere lo stile di vita da "rockstar" che ha sempre sognato. Lei e il suo fidanzato segreto, Tyler Rorke, hanno ucciso la madre di Eddie, Katy Duran. Lei è determinata a riconquistare Eddie e a distruggere Loren Tate. Verso la fine della stagione, Chloe cade dal balcone di casa di Max Duran ed entra in coma.
- Tyler Rorke (Justin Wilczynski) è un attore arrogante che, grazie al suo atteggiamento da presuntuoso, riesce a farsi cacciare via da qualsiasi lavoro riesca ad ottenere. La sua carriera piena di insuccessi lo rende geloso della crescente fama di Eddie Duran, e quindi vuole sconvolgere la vita apparentemente perfetta della rockstar. Alla fine della stagione, abbandona Chloe, sostenendo che è meglio per entrambi se non si rivedano mai più.
- Melissa Sanders (Ashley Holliday) è una ragazza sempre positiva e senza paura ed è la migliore amica di Loren, nonché ragazza di Adam. Anche Melissa ha avuto molti problemi con la madre e il fratello per la maggior parte della sua vita, lei e suo padre invece vanno d'accordo. Alla fine della stagione scopre che sua zia Beth è in realtà la sua madre biologica, e che colei che pensava fosse sua madre è sua zia. Ha paura di perdere Adam in autunno, perché lui andrà a scuola a New York.
- Nora Tate (Jama Williamson) è la mamma di Loren e la sua fan numero 1. Lei aiuta molto la figlia facendogli da guida sia per i problemi a scuola che per la sua carriera musicale. Come mamma single, Nora cerca di stare vicino alla figlia il più possibile, senza però soffocare la sua creatività ed il suo spirito. Anche se ha a che fare con una carriera ed una vita sentimentale complicata, Loren è sempre la sua priorità. Ha una cotta segreta per Max Duran, alla fine della prima stagione si fidanzeranno ed andranno a vivere insieme.
- Max Duran (Carlos Ponce) è il padre di Eddie, il quale lotta per andare avanti dopo la morte della moglie Katy. La maggior parte del tempo lui ed Eddie hanno un grande rapporto. Apre una nuova discoteca, sperando che possa essere un nuovo inizio per lui, lasciando la fortuna e la fama ad Eddie. Nora tira fuori il meglio in lui ed egli gode della sua compagnia.
- Adam (Nick Krause) è l'amico indie-rock di Loren e Melissa. Oltre ad essere un grande supporto per Loren e la sua crescente fama, è il devotissimo fidanzato di Melissa, che ama con tutto il cuore. È stato accettato alla New York University, il college dei suoi sogni. Vorrebbe che Melissa venisse con lui a NYC, ma lei non è sicura di quello che diranno Lisa e Gus.
- Jackie Kowalski (Daphne Ashbrook) è la madre di Chloe che viene portata a LA da Tyler per aiutare Chloe, ma potrebbe essere solo una pedina nel gioco di Tyler. Chloe precedentemente aveva detto a tutti che sua madre era morta, mentre, di fatto, ha semplicemente vissuto in un'altra parte della California, prima di trasferirsi da Chloe. Più tardi Chloe tornerà a Fresno a vivere con lei quando il suo piano fallisce.
- Jake Madsen (Brandon Bell) è il manager ed amico di Eddie, che ha supervisionato la sua carriera fin dall'inizio. La sua vita tende a ruotare intorno a tutte le cose di Eddie e il mondo dello spettacolo, che gli lascia poco tempo da trascorrere con la moglie, Traci. Egli combatte continuamente per trovare un equilibrio tra lo stile di vita di Hollywood e la sua vita familiare, ma dopo aver baciato la sua collega e migliore amica della moglie, Kelly, si comporta strano e finisce per mentire a sua moglie. Alla fine della stagione Traci lascia Jake.
- Traci Madsen (Shannon Kane) è una graphic designer di successo e la moglie di Jake. Ha bisogno costantemente di tenere sotto controllo lo stile di vita hollywoodiano del marito, e ricordargli che la sua vita personale conta troppo poco per lui. Sospetta che ci sia stato qualcosa tra Jake e Kelly nel periodo in cui era a Chicago ad assistere il padre malato. Alla fine della stagione Traci lascia Jake e torna a Chicago per iniziare il suo nuovo lavoro.
- Don Masters (Grayson McCouch) è un uomo dal bell'aspetto, chirurgo di successo, ed è anche il padre di Adriana. Egli possiede la clinica privata dove Nora ed Ellie lavorano insieme. Egli tende a mescolare il lavoro e la vita privata. Viene ucciso in un'esplosione all'interno della sua clinica.
- Adriana Masters (Haley King) è considerata la ragazza più popolare della scuola, che fa di tutto per rendere la vita di Loren miserabile. È la ragazza del fratello di Melissa, Phil, che l'aiuta ad “occupare” la mente distogliendola dai suoi problemi con il padre, Don. Crede che il concorso indetto da Eddie era truccato, e pensa che Loren non meriti la fama e l'attenzione che sta ricevendo sia da Eddie che dalla stampa dopo aver vinto il concorso. Ha anche un piano con Chloe per distruggere Loren per sempre. Lei è incinta e vuole tenere il bambino. Nel finale della prima stagione, Phil le chiede di sposarlo.
- Phil Sanders (Robert Adamson) non ha problemi a rompere le regole per fare le cose a modo suo. Sua sorella, Melissa, sa che sta combinando dei guai seri, ma la madre lo vede come il ragazzo perfetto. La sua costante violazione della legge lo mette nei guai insieme al suo capo, Colorado, con la polizia di Los Angeles. Phil è il padre del bambino di Adriana, e nel finale della prima stagione, lui le chiede di sposarlo.
- Kelly (Yara Martinez) viene da New York a trovare la sua migliore amica Traci, ma sviluppa un interesse per il mondo della musica quando arriva. Dopo aver dimostrato a Jake, che diventa il suo nuovo capo, che lei ha talento nella gestione di giovani stelle, prende la carriera di Loren nelle sue mani.
- Gus Sanders (Brian Letscher) è il capo della famiglia Sanders. Come padre di Melissa e Phil, cerca sempre di mantenere la pace tra tutti, ma è anche appeso a un segreto che potrebbe sconvolgere la sua vita e la sua famiglia.
- Lisa Sanders (Meredith Salenger) è la madre di Phil e, come si scoprirà alla fine, la zia di Melissa. Mantenere una vita armoniosa in casa si rivela difficile - soprattutto quando una parte del suo passato minaccia di ritorcersi contro tutti.
- Ellie Moss (Merrin Dungey) è la collega di Nora presso la clinica dove lavora. È piacevole e divertente quando le cose vanno bene per lei, ma può diventare perfida quando si sente minacciata o usata. Lei uccide Don lasciandolo nella clinica poco prima che esplodesse, e verrà arrestata per questo.

### Personaggi ricorrenti
- Lily Park (Tina Huang) è una reporter della TV. È aggressiva e invadente e lavora duro per coltivare amicizie e contatti ad Hollywood.
- Colorado (Rick Otto) è un ragazzo della classe operaia che sta dalla parte sbagliata della legge. Egli diventa un modello negativo per Phil, che va da lui in cerca di un lavoro.
- Osborne Silver (James Franco) è un grande produttore cinematografico hot-shot, che vuole Eddie come star in una riproduzione di Grease accanto alla sua ormai ex-fidanzata Chloe.
- Connor Morgan (Vince Jolivette) è il fedele assistente di Osborne Silver.
- Cameron (Wyatt Nash) è un ragazzo della stessa scuola di Loren, arrabbiato per il fatto di non avere una chance con lei. Per attirare l'attenzione di Loren e possibilmente conquistarla, le chiede di poterlo aiutare in fisica. Più tardi sviluppa forti sentimenti per lei, ma presto si rende conto che Loren preferisce Eddie a lui. Rimangono solo amici per tutta la stagione.
- Ian (Eric Tiede) è conosciuto come uno dei migliori di amici di Eddie, che fa il fotografo per vivere. Ian è conosciuto come il “festaiolo”, e dopo che Chloe ed Eddie rompono, lui cerca di convincere Eddie ad andare in discoteca, ma invece vanno ad una festa a casa di Loren.
- Grace (Brianne Davis) è una stretta amica di Max e gestisce il nuovo bar/discoteca di Max.
- Daphne Miller (Josie Davis) è una cantante, vecchia amica di Max. Chloe le chiede di tenere Max Duran lontano e occupato in modo da non farlo intromettere nella sua vita amorosa.
- Steven (Joe Reegan) è il responsabile dell'ufficio dove lavora Jake. È anche il coinquilino di Kelly.
- Beth (Megan Follows) è la vera madre di Melissa, nonché sorella di Lisa. Lei e Melissa condividono un interesse per la fotografia.
- Kim (Kelli Goss) è un'amica di Adriana a cui lei racconta i suoi segreti ed i suoi sentimenti.
- Lia & Jeremy (Danielle Savre & Colby Paul) sono sorella e fratello che hanno perso i loro genitori e che lottando per sopravvivere. Si occupano di Eddie durante il recupero dal suo incidente e fanno del loro meglio per non spargere la voce che Eddie è ancora vivo per proteggerlo dall'essere arrestato. Sperano di riuscire ad avere successo con la propria musica dopo aver assistito ed aiutato Eddie.
- Smith (David Lim), è il migliore amico di Tyler, che spesso lo chiama Smitty. Anche lui è un attore, e cerca di aiutare Tyler quando lui gli parla dei suoi problemi.
- Joe Gable (James Shanklin) è un amico di Max e un investigatore privato. Joe indaga su Chloe e scopre, per Max, chi è realmente.
- Assistente di Tony (Yeva Bogoroditskaya) assistente del regista Tony nell'episodio Music Video Rehearsal.